# John Seigenthaler
John Lawrence Seigenthaler Senior (né le 27 juillet 1927 à Nashville dans le Tennessee, où il est mort le 11 juillet 2014) est un journaliste, écrivain et une figure politique américaine. Il est l'ancien éditeur de The Tennessean à Nashville.

## Publications
- Seigenthaler, John, James K. Polk: 1845–1849: The American Presidents Series, New York, Times Books, 2004 (ISBN 0-8050-6942-9).
- Seigenthaler, John, The Year of the Scandal Called Watergate, New York, Times Books, 1974 (ISBN 0-914636-01-4).
- Seigenthaler, John, A Search for Justice, Aurora Publishers, 1971 (ISBN 0-87695-003-9).